# Ur (mythologie basque)
Pour les articles homonymes, voir Ur.
Ur est le mot basque désignant l'eau dans la mythologie basque et un prénom masculin.

## Étymologie
Ur signifie « eau » en basque. Le suffixe a désigne l'article : ura se traduit donc par « l'eau ».

Ur est un prénom masculin basque. 
- Pour l'ensemble des articles sur les personnes portant ce prénom, consulter :
  - la liste des articles dont le titre commence par ce prénom
  - les listes produites par Wikidata : Liste des personnes de prénom « Ur » — même liste en incluant les éventuels prénoms composés qui contiennent « Ur ».

## Description

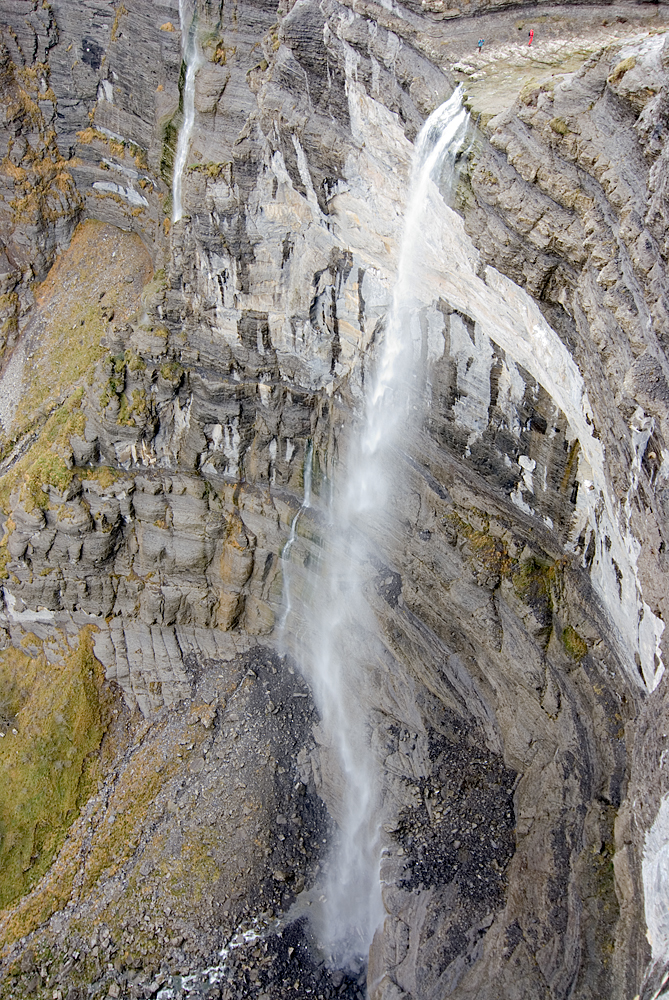
Chute d'eau au canyon de Delika.

C'est un élément auquel est associé bien des croyances, des légendes et des souvenirs d'êtres mythiques. La pluie, dans certains cas la neige, marque l'annonce de la venue du Christ (légende de Kortezubi).
Quand elle coïncide avec la mort de quelqu'un la pluie est l'annonce de la félicité, du salut. La pluie de mai est bénéfique pour celui qui la reçoit sur la tête. Celle de la Saint-Pierre annonce une bonne année de châtaignes.
On croit également que de nuit les eaux extérieures sont sous l'emprise des génies maléfiques (Gaizkiñak) ou des malins. La pluie de la Saint Jean possède une vertu particulière, il en va de même pour l'eau recueillie la dernière nuit de l'année quand commence l'année nouvelle: elle assure la santé pour l'année qui vient. Dans certains villages, les enfants la portent dans les maisons en chantant ceci :
« Ur goiena, ur barrena, urte berri egun ona; etxte onetan, sar dedilla pakearekin ondasuna, onarekin asasuna; gure baratzan belar ona; Jaungoikoak digula egun ona. »
« eau d'en haut, eau d'en bas, année nouvelle, bonjour ; que dans cette maison entre la richesse avec la paix ; la santé avec les biens ; dans notre jardin de la bonne herbe; que Dieu nous donne une bonne journée. »
Autrefois (c'est encore le cas dans bien des endroits) on accrochait tous les ans des croix de laurier aux limites des villages et on bénissait les terres en les aspergeant d'eau bénite. À titre d'exemple, cette coutume se pratique à Ataun depuis 1535, date la plus ancienne où elle est attestée.